# Хабибрахманов, Камиль Ревильевич
Камиль Равильевич Хабибрахманов (род. 24 июля 1966, Целиноград, Казахская ССР) — казахстанский боксёр, чемпион СНГ по боксу (1992).

## Биография
Участник афганской войны в 1984—1986 гг., был ранен.
В 2000—2002 гг. — служба в составе миротворческого контингента в Абхазии.
Награждён орденом «Звезда» 3-й степени и медалью «За отвагу».

## Спортивные достижения
- Четырёхкратный чемпион Казахской ССР по боксу (1987, 1989, 1990, 1991)
- Серебряный призёр чемпионата СССР, Казань (1991)
- Чемпион СНГ в весовой категории 75 кг (Тамбов, 1992)[1]
- Призёр Интер-кубка во Франции (1991)
- Мастер спорта международного класса